# Belgische corporate governance code
De Belgische corporate governance code is een gedragscode voor het behoorlijk bestuur (corporate governance) van Belgische ondernemingen. Er bestaat een code voor beursgenoteerde, en een voor niet-beursgenoteerde bedrijven. Beide gedragscodes worden gecoördineerd binnen de Belgische Commissie Corporate Governance. 

## Beursgenoteerde ondernemingen
De Belgische corporate governance code is van toepassing op vennootschappen naar Belgisch recht waarvan de aandelen verhandeld worden op een gereglementeerde markt ('genoteerde vennootschappen') zoals gedefinieerd in het Wetboek van Vennootschappen en Verenigingen.

### Geschiedenis
Onder impuls van het Europese Actieprogramma 2003 (Modernising Company Law and Enhancing Corporate Governance in the European Union) kwam in 2004 binnen de Commissie Corporate Governance overleg tot stand tussen de Autoriteit voor Financiële Diensten en Markten, Euronext Brussels en het Verbond van Belgische Ondernemingen. Het resultaat was een ontwerpcode die drie eerdere gedragscodes moest combineren. Na consultatie werd op 9 december 2004 de definitieve tekst gepubliceerd, die bekend raakte als de "Code-Lippens" (naar toenmalig commissievoorzitter Maurice Lippens).
De code werd in de jaren nadien herzien, hetgeen in 2009 leidde tot de nieuwe versie "Code 2009", ook bekend als de "Code-Daems", naar toenmalig commissievoorzitter Herman Daems. In juni 2010 werd de Code 2009 bij Koninklijk Besluit erkend als de referentiecode voor de Belgische beursgenoteerde ondernemingen. 
De Commissie bestelde latereen evaluatieonderzoek bij Allen & Overy, en voerde een besloten discussie met voorzitters en CEO's van beursgenoteerde ondernemingen. Evaluaties volgden van onder meer GUBERNA en het Verbond van Belgische Ondernemingen, en op 19 december 2017 startte een publieke raadpleging.
De derde editie van de code bouwde voort op de eerste twee edities. Op 17 mei 2019 werden alle Belgische beursgenoteerde vennootschappen via een Koninklijk Besluit gepubliceerd in het Belgisch Staatsblad. verplicht om de Corporate Governance Code 2020 (zie verder) aan te duiden als de referentiecode in de zin van artikel 3:6 § 2 4de lid van het Wetboek van Vennootschappen en Verenigingen. Ook deze code kreeg hierdoor een verplicht karakter.

### Principes Corporate Governance Code 2020
De 10 corporate governance principes van de Code 2020 luiden als volgt:
- Principe 1.: De vennootschap maakt een expliciete keuze betreffende haar governance structuur en communiceert hier duidelijk over;
- Principe 2.: De Raad en het uitvoerend management blijven binnen hun respectieve bevoegdheden en interageren op constructieve wijze;
- Principe 3.: De vennootschap heeft een doeltreffende en evenwichtig samengestelde Raad;
- Principe 4.: Gespecialiseerde comités staan de Raad bij in de uitvoering van zijn verantwoordelijkheden;
- Principe 5.: De vennootschap heeft een transparante procedure voor de benoeming van bestuurders;
- Principe 6.: Alle bestuurders geven blijk van een onafhankelijke geest en handelen altijd met het oog op het vennootschapsbelang;
- Principe 7.: De vennootschap vergoedt de bestuurders en de leden van het uitvoerend management op een billijke en verantwoorde wijze;
- Principe 8.: De vennootschap draagt zorg voor een gelijke behandeling van alle aandeelhouders en eerbiedigt hun rechten;
- Principe 9.: De vennootschap heeft een rigoureuze en transparante procedure voor de beoordeling van haar governance;
- Principe 10.: De vennootschap brengt openbaar verslag uit over de naleving van de Code.

## Niet-beursgenoteerde ondernemingen
Voor niet-beursgenoteerde ondernemingen geldt de corporate governance "Code-Buysse". In september 2005 verscheen de eerste editie. Dit was een unicum in de wereld. Op 17 mei 2017 werd de derde editie, de Code Buysse III, voorgesteld. De code Buysse III blijft zoals voorheen niet dwingend.